# مجزرة منشار تكساس (لعبة فيديو 2023)
مجزرة منشار تكساس هي لعبة فيديو قادمة تستند إلى سلسلة أفلام مجزرة منشار تكساس. تم تطويرها بواسطة سومو نوتنغهام ونشرها جان إنتراكتيف. تتضمن اللعبة لعب جماعي وقتال لاعب مقابل لاعب (لاعب ضد لاعب).
تتميز اللعبة بمشاركة كين هودر في دور ليذرفيس وكونه منسق الحركة، بالإضافة إلى إدوين نيل الذي يعيد تجسيد دور الركاب من الفيلم الأصلي.
من المقرر أن تصدر لعبة مجزرة منشار تكساس لأنظمة التشغيل مايكروسوفت ويندوز وبلايستيشن 4 وبلايستيشن 5 وإكسبوكس وان وإكسبوكس سيريس X/S في 18 أغسطس 2023، وسيتم إصدارها أيضًا على إكسبوكس جيم باس في نفس اليوم.
قبل الإصدار، خضعت اللعبة لاختبار تقني أقيم في الفترة من 25 إلى 29 مايو 2023.

## أنظر أيضا
- قائمة ألعاب فيديو الرعب

## روابط خارجية
- الموقع الرسمي